# Victoria Padial
Victoria Padial Hernández (* 10. August 1988 in Granada) ist eine ehemalige spanische Biathletin.

## Werdegang
Ab 2006 betrieb die Studentin aus Granada Biathlon. Ihre ersten internationalen Wettbewerbe bestritt sie noch im selben Jahr im Junioren-Europacup von Obertilliach. 2007 lief sie in Martell bei ihren ersten Juniorenweltmeisterschaften und wurde 64. im Sprint und 67. im Einzel. Ein Jahr später konnte die Spanierin in Ruhpolding schon bessere Resultate erzielen. Im Sprint wurde sie 53., in der Verfolgung 46., im Einzel konnte sie sogar 26. werden. Ein 14. Platz im Sprint bei den Juniorenweltmeisterschaften im Sommerbiathlon in der Haute-Maurienne war bestes Ergebnis bei dieser Veranstaltung. Die Junioren-WM 2009 in Canmore brachte mit Platz 40 im Einzel sowie 38 in Sprint und Verfolgung mittelmäßige Ergebnisse. Ein erster Karrierehöhepunkt wurde die Teilnahme an den Biathlon-Weltmeisterschaften 2009 in Pyeongchang. Bei den Weltmeisterschaften in Südkorea konnte Padial im Einzel 99. werden, im Sprint erreichte sie den 107. Platz. Victoria Padial nahm an den Olympischen Winterspielen 2010 teil. Ihr bestes Resultat war der 86. Platz im Einzel. Die Biathlon-Europameisterschaften 2010 in Otepää brachten die Resultate 53 im Einzel, 46 im Sprint und 42 in der Verfolgung. Im Sprint wurde sie 87.
Im IBU-Cup erreichte Padial als 19. eines Sprints in Martell in der Saison ihr bislang bestes Resultat. Bei den Biathlon-Europameisterschaften 2011 in Ridnaun belegte sie die Plätze 40 im Einzel, 46 im Sprint und wurde im Verfolgungsrennen überrundet und aus dem Rennen genommen. Ihre bislang beste Saison im Weltcup hatte Padial in der Saison 2012/2013. Sie erreichte ihre zehn besten Ergebnisse, darunter fünf Platzierungen unter den besten 50 im Weltcup. In Oberhof konnte sie sich als 44. erstmals für ein Verfolgungsrennen qualifizieren. In diesem belegte sie den 49. Platz. In Sotschi gewann sie gegen Ende der Saison in einem Einzel als 40. ihren ersten Weltcuppunkt. Bei den Sommerbiathlon-Weltmeisterschaften 2013 in Forni Avoltri platzierte sie sich schon als Achte des Sprints vergleichsweise gut und ließ einige weitaus höher eingeschätzte Läuferinnen hinter sich. Im auf dem Sprint basierenden Verfolgungsrennen gewann sie hinter Jitka Landová und Anna Bulygina die Bronzemedaille, wobei sie allerdings auch vom Startverzicht mehrerer Athletinnen profitierte. Es war die erste Medaille für Spanien bei internationalen Biathlonmeisterschaften. Ihre Stellung als beste spanische Biathletin bislang untermauerte Padial bei den Biathlon-Europameisterschaften 2014 in Nové Město na Moravě, wo sie im Sprint hinter Marte Olsbu überraschend die Silbermedaille gewinnen konnte. Diese Platzierung konnte sie im Verfolgungsrennen hinter Mona Brorsson verteidigen.
In Sotschi nahm Padial an ihren zweiten Olympischen Winterspielen teil und wurde 54. des Einzels, 52. des Sprints und 46. der Verfolgung. Beim ersten Rennen nach den Spielen, einem Sprint in Pokljuka erreichte sie als 20. das beste Ergebnis einer spanischen Biathletin im Weltcup.
Die Athletin von CD Sabika nimmt seit 2002 auch immer wieder bei Skilanglaufrennen teil. Zunächst nahm sie an FIS-Rennen und im Continental-Cup teil und erreichte nicht selten bei Rennen in Spanien einstellige Resultate. Später beschränkten sich ihre Langlauf-Rennen vor allem auf die Teilnahme an den nationalen Meisterschaften. 2005 wurde sie in Candanchú Dritte im 5-Kilometer-Rennen und Vierte in der Verfolgung. Ein Jahr später verpasste sie an selber Stelle erneut als Viertplatzierte in der Verfolgung eine Medaille, über 5-Kilometer kam sie auf Rang fünf. Besser lief es 2008 im Baqueira-Beret, wo Padial hinter Eugenia Oliveros Vizemeisterin im Sprint und im hinter Laura Orgué im 30-Kilometer-Lauf wurde. 2009 verpasste die Spanierin in Candanchu über 5-Kilometer erneut eine Medaille.

## Statistik

### Ergebnisse im Biathlon-Weltcup
Die Tabelle zeigt alle Platzierungen (je nach Austragungsjahr einschließlich Olympische Spiele und Weltmeisterschaften).
- 1.–3. Platz: Anzahl der Podiumsplatzierungen
- Top 10: Anzahl der Platzierungen unter den ersten zehn (einschließlich Podium)
- Punkteränge: Anzahl der Platzierungen innerhalb der Punkteränge (einschließlich Podium und Top 10)
- Starts: Anzahl gelaufener Rennen in der jeweiligen Disziplin
- Staffel: inklusive Mixed- und Single-Mixed-Staffeln

| Platzierung              | Einzel | Sprint | Verfolgung | Massenstart | Staffel | Gesamt |
| ------------------------ | ------ | ------ | ---------- | ----------- | ------- | ------ |
| 1. Platz                 |        |        |            |             |         |        |
| 2. Platz                 |        |        |            |             |         |        |
| 3. Platz                 |        |        |            |             |         |        |
| Top 10                   |        |        |            |             |         |        |
| Punkteränge              | 1      | 1      | 1          |             |         | 3      |
| Starts                   | 17     | 46     | 6          |             |         | 69     |
| Stand: 31. Dezember 2021 |        |        |            |             |         |        |

### Olympische Winterspiele
Ergebnisse bei Olympischen Winterspielen:
|                                           | Einzelwettbewerbe | Einzelwettbewerbe | Einzelwettbewerbe | Einzelwettbewerbe | Staffelwettbewerbe | Staffelwettbewerbe |
| Sprint                                    | Verfolgung        | Einzel            | Massenstart       | Damenstaffel      | Mixedstaffel       |                    |
| ----------------------------------------- | ----------------- | ----------------- | ----------------- | ----------------- | ------------------ | ------------------ |
| Olympische Winterspiele 2010 \| Vancouver | 87.               | -                 | 86.               | -                 | -                  | -                  |
| Olympische Winterspiele 2014 \| Sotschi   | 52.               | 46.               | 54.               | -                 | -                  | -                  |

### Weltmeisterschaften
Ergebnisse bei Biathlon-Weltmeisterschaften
| Weltmeisterschaften | Weltmeisterschaften | Einzel | Sprint | Verfolgung | Massenstart | Staffel | Mixed-Staffel |
| Jahr                | Ort                 | Einzel | Sprint | Verfolgung | Massenstart | Staffel | Mixed-Staffel |
| ------------------- | ------------------- | ------ | ------ | ---------- | ----------- | ------- | ------------- |
| 2009                | Pyeongchang         | 99.    | 107.   | -          | -           |         | -             |
| 2012                | Ruhpolding          | 103.   | 65.    | -          | -           | -       | -             |
| 2013                | Nové Město          | 72.    | 45.    | 55.        | -           | -       | -             |
| 2015                | Kontiolahti         | 69.    | 98.    | -          | -           | -       | -             |
| 2016                | Oslo                | 82.    | 90.    | -          | -           | -       | -             |
| 2017                | Hochfilzen          | 81.    | 89.    | -          | -           | -       | -             |